# West Kington
West Kington är en by i civil parish Nettleton, i distriktet Wiltshire, i grevskapet Wiltshire, i England. Byn är belägen 12 km från Chippenham. West Kington var en civil parish fram till 1934 när blev den en del av Nettleton. Civil parish hade 225 invånare år 1931.